# Список улиц Холмска

Список улиц города Холмск Сахалинской области
В Холмске имеется 88 адресных объектов — 69 улиц, 14 переулков, 2 бульвара, 2 площади и 1 тупик.

## Бульвары
- Дружбы, бульвар
- Приморский, бульвар — назван по расположению на берегу Татарского пролива Японского моря
- Пионерский, бульвар

## Переулки
- Восточный, переулок
- Зелёный, переулок
- Каменский, переулок
- Канатный, переулок
- Крылова, переулок — назван в честь баснописца Ивана Андреевича Крылова (1769—1844)
- Маячный, переулок — назван по расположению здесь маяка
- Низовой, переулок
- Парковый, переулок
- Песочный, переулок
- Старый, переулок
- Тихий, переулок
- Транспортный, переулок
- Ушакова, переулок — назван в честь выдающегося русского адмирала Фёдора Фёдоровича Ушакова (1745—1817)
- Якорный, переулок

## Площади

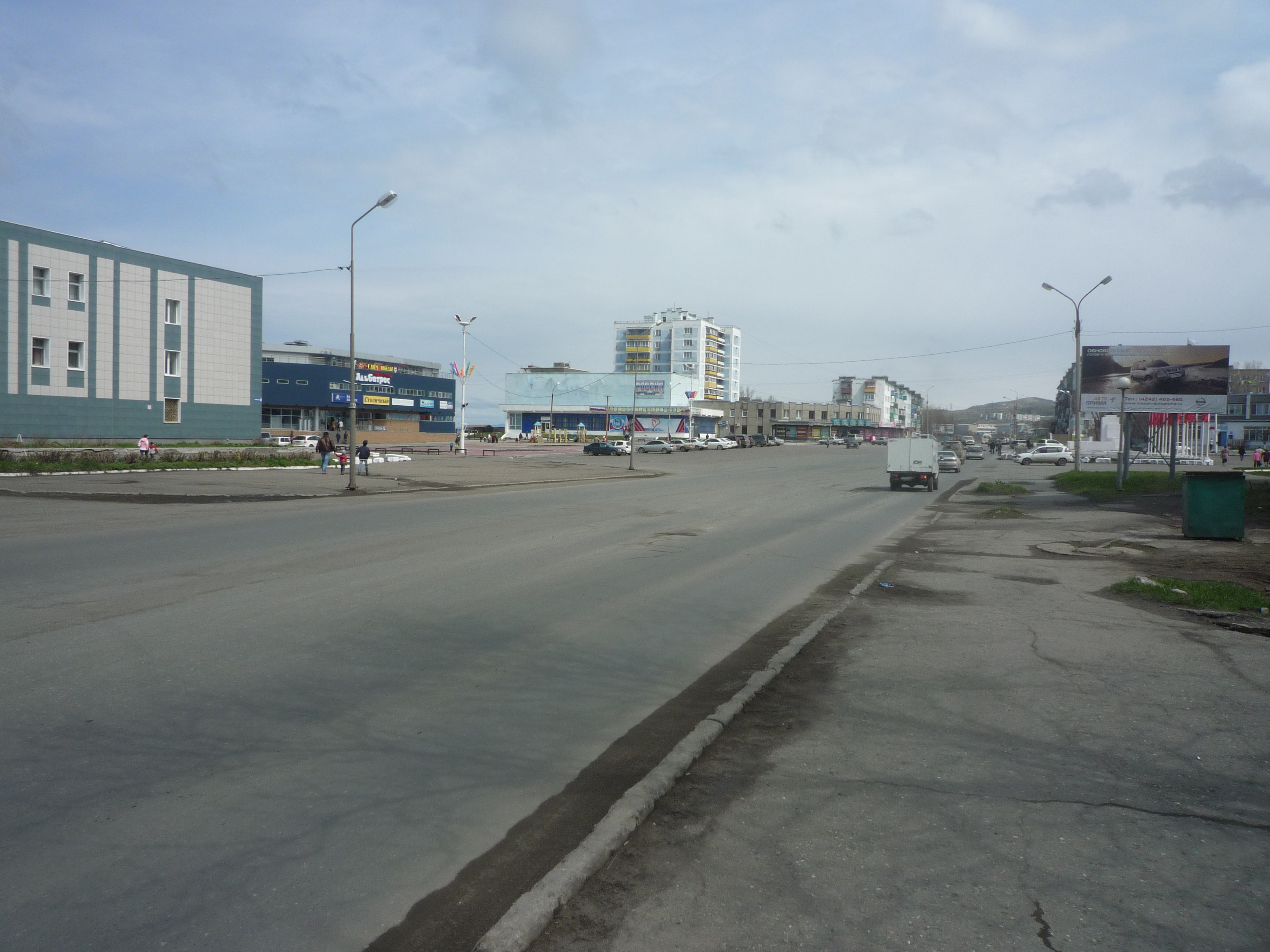
Пл. Ленина

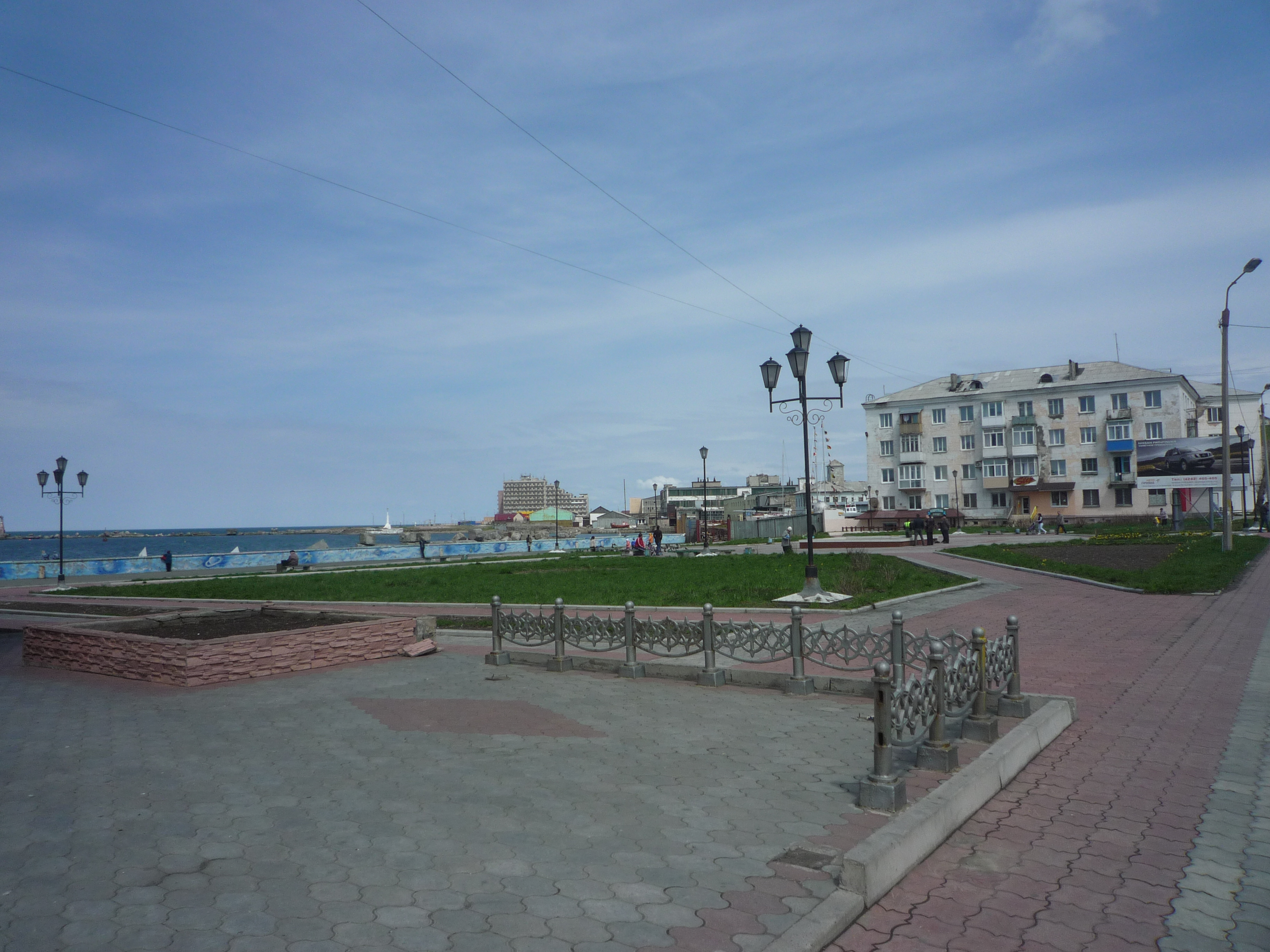
Пл. Мира

- Ленина, площадь — названа в честь вождя Октябрьской революции и основателя Советского государства В. И. Ленина (1870—1924)
- Мира, площадь

## Тупики
- Линейный, тупик

## Улицы
| # А Б В Г Д Е Ё Ж З И К Л М Н О П Р С Т У Ф Х Ц Ч Ш Щ Э Ю Я |

### 0—9
- 4 Распадок, улица
- 60 лет Октября, улица — названа в честь 60-летия Октябрьской революции в 1977 году
- 8 Марта, улица — названа в честь даты Международного женского дня

### А

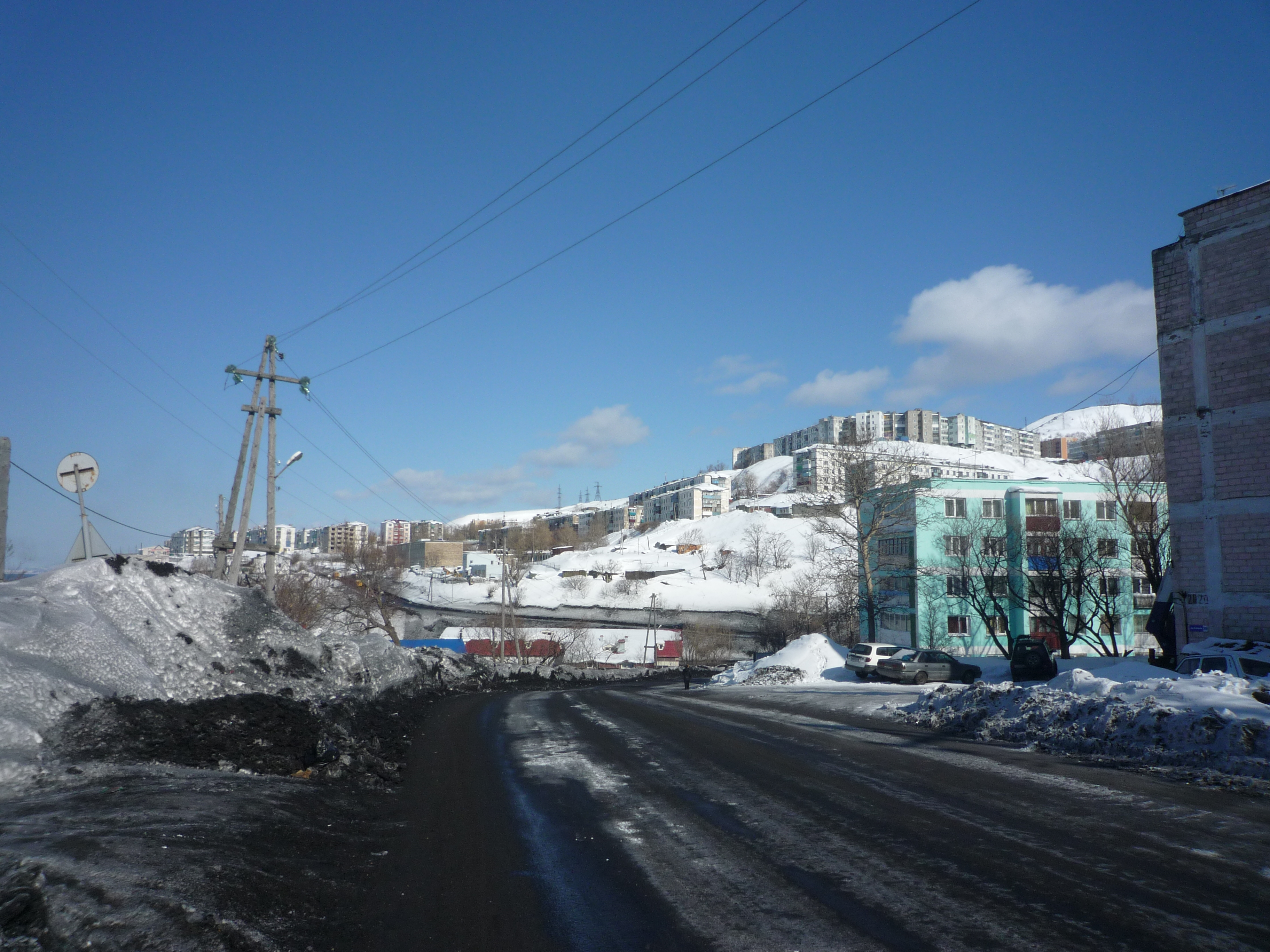
Ул. Адмирала Макарова

- Адмирала Макарова, улица — названа в честь выдающегося русского адмирала С. О. Макарова (1848—1904)
- Александра Матросова, улица — названа в честь Героя Советского Союза А. М. Матросова (1924—1943), закрывшего своей грудью амбразуру немецкого дзота

### Б
- Бумажная, улица — названа по расположению здесь целлюлозно-бумажного комбината, в прошлом градообразующего предприятия города

### В
- Весенняя, улица
- Вокзальная, улица — названа по расположению здесь в XX веке Южного железнодорожного вокзала, разобранного в 1992 году
- Волкова, улица — названа в честь красноармейца В. И. Волкова (1926—1945), погибшего в боях при освобождении города от японских милитаристов

### Г
- Гастелло, улица — названа в честь советского лётчика, Героя Советского Союза Н. Ф. Гастелло (1907—1941), погибшего во время боевого вылета
- Героев, улица — названа по расположению здесь Сквера Героев, где расположены памятник советским воинам и место захоронения 45 воинов, погибших в боях при освобождении города и Южного Сахалина и Курил от японских милитаристов
- Горная, улица

### Д
- Дальневосточная, улица
- Дальняя, улица
- Деповская, улица — названа по расположению здесь локомотивного депо

### Ж
- Железнодорожная, улица — названа по расположению здесь железнодорожной станции и предприятий железнодорожного транспорта

### З
- Зелёная, улица

### К
- Капитанская, улица — названа по расположению здесь в 1970-е — 1980-е годы МЖК моряков и капитанов Сахалинского морского пароходства
- Катерная, улица — названа в ознаменование десанта, высадившегося здесь и освободившего город от японских милитаристов
- Киевская, улица — названа в честь города Киева
- Колхозная, улица
- Комсомольская, улица — названа в честь ВЛКСМ
- Крузенштерна, улица — названа в честь русского адмирала И. Ф. Крузенштерна (1770—1846), совершившего первую русскую кругосветную экспедицию
- Курильская, улица — названа в честь Курильских островов, входящих в состав Сахалинской области

### Л
- Лермонтова, улица — названа в честь русского поэта и драматурга М. Ю. Лермонтова (1814—1841)
- Лесозаводская, улица
- Ливадных, улица — бывшая Стадионная, названа в 1957 году в честь А. П. Ливадных (1913—1957), первого секретаря Холмского горкома КПСС (1952—1956)
- Лизы Чайкиной, улица — названа в честь партизанки, Героя Советского Союза Е. И. Чайкиной (1918—1941)
- Локомотивная, улица — названа по расположению здесь локомотивного депо
- Ломоносова, улица — названа в честь первого русского учёного-естествоиспытателя мирового значения М. В. Ломоносова (1711—1765)

### М
- Мичурина, улица — названа в честь русского биолога И. В. Мичурина (1855—1935)
- Молодёжная, улица
- Морская, улица
- Московская, улица — названа в честь столицы России Москвы

### Н
- Набережная, улица
- Невельского, улица — названа в честь русского адмирала Г. И. Невельского (1813—1876), доказавшего, что Сахалин — остров
- Некрасова, улица — названа в честь русского поэта и писателя Н. А. Некрасова (1821—1877)
- Новая, улица

### О
- Островского, улица — названа в честь русского драматурга А. Н. Островского (1823—1886)

### П

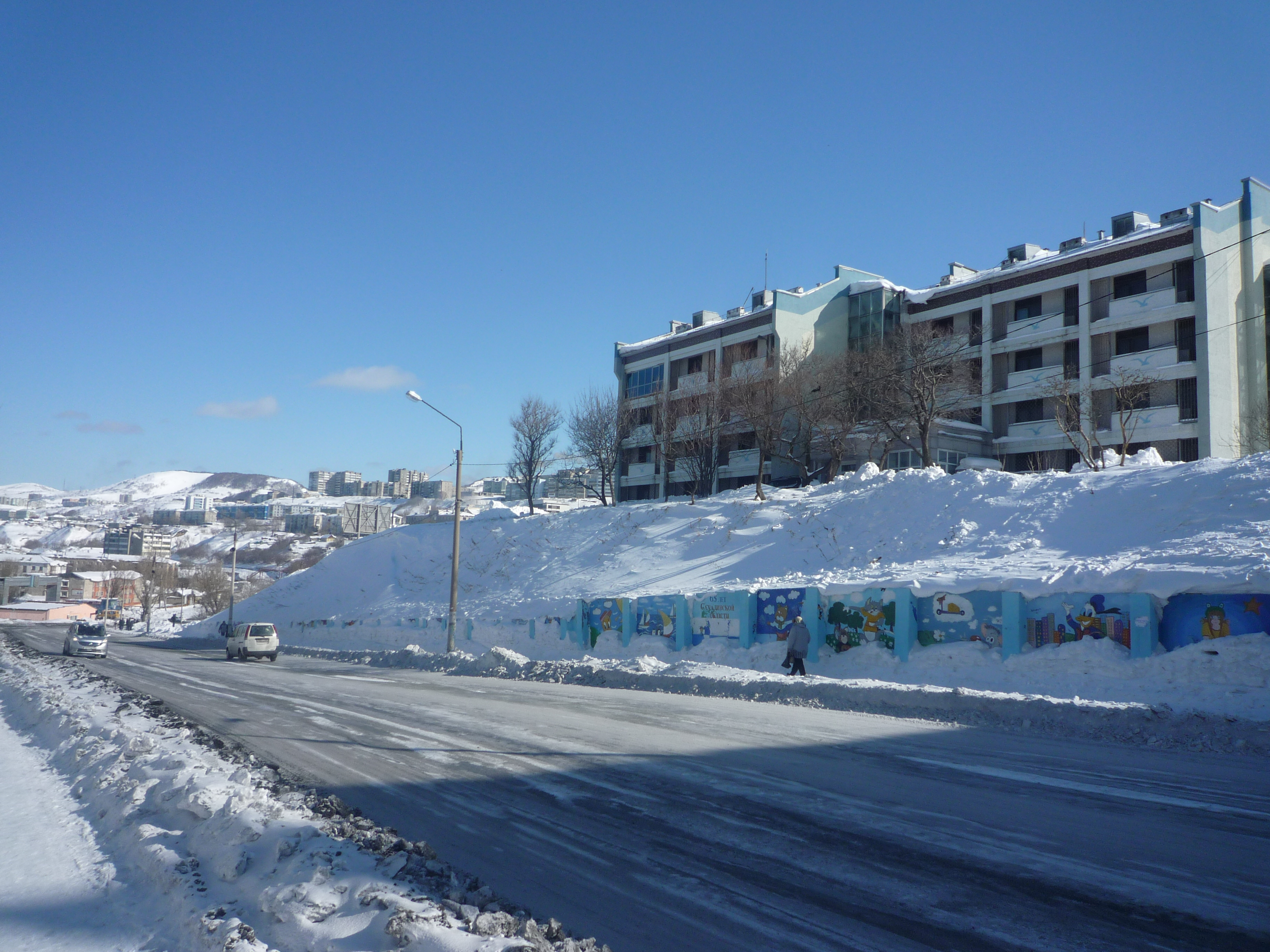
Ул. Победы

- Первомайская, улица — названа в честь Праздника весны и труда
- Переселенческая, улица
- Пионерская, улица — названа в честь Всесоюзной пионерской организации
- Плотинная, улица — названа по расположению поблизости плотины Тайного водохранилища
- Победы, улица — названа в честь Дня Победы
- Портовая, улица — названа по расположению здесь торгового порта
- Пригородная, улица — названа по своему расположению относительно центральной части города
- Путейская, улица — названа по расположению здесь железнодорожной станции и предприятий железнодорожного транспорта
- Пушкина, улица — названа в честь великого русского поэта и драматурга А. С. Пушкина (1799—1837)

### Р
- Рабочая, улица
- Радищева, улица — названа в честь русского поэта и писателя А. Н. Радищева (1749—1802)

### С

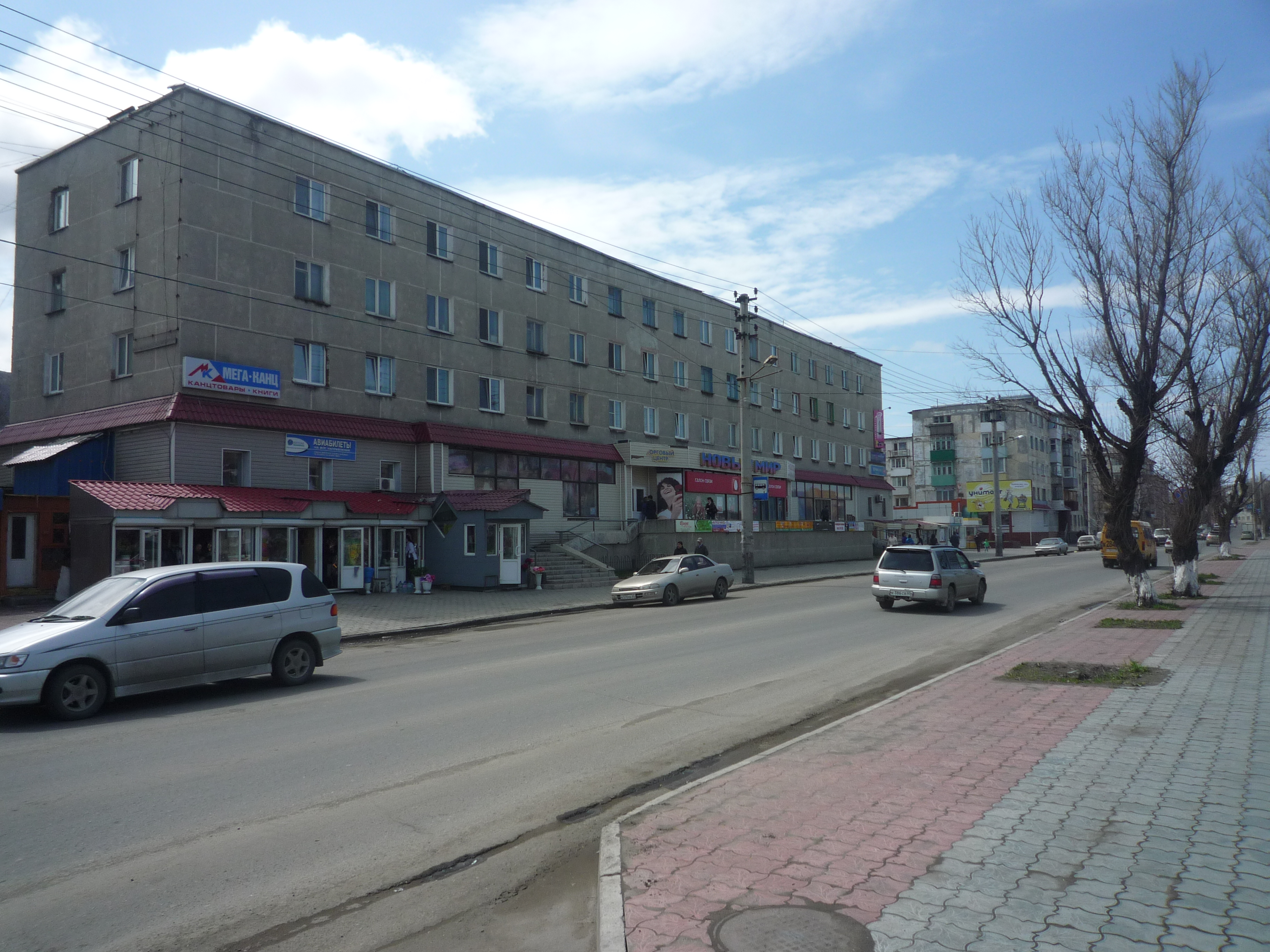
Ул. Советская

- Сахалинская, улица — названа в честь острова Сахалин, на котором расположен город
- Сергея Тюленина, улица — названа в честь члена организации «Молодая гвардия», Героя Советского Союза С. Г. Тюленина (1925—1943)
- Сигнальная, улица
- Советская, улица — бывшая Хончо, центральная улица города, названа в честь Советов — органов управления в СССР
- Станционная, улица
- Стахановская, улица — названа в честь советского шахтёра и основоположника Стахановского движения А. Г. Стаханова (1905—1977)
- Строительная, улица

### Т
- Транспортная, улица
- Трудовая, улица

### У
- Угловая, улица
- Ульяны Громовой, улица — названа в честь члена организации «Молодая гвардия», Героя Советского Союза У. М. Громовой (1924—1943)
- Ушакова, улица — названа в честь выдающегося русского адмирала Ф. Ф. Ушакова (1745—1817)
- Ущельная, улица

### Ф
- Флотская, улица

### Ч
- Чапланова, улица — названа в честь красноармейца Е. А. Чапланова (?—1945), погибшего в боях при освобождении города от японских милитаристов
- Чехова, улица — названа в честь выдающегося русского писателя и драматурга А. П. Чехова (1860—1904), посетившего остров Сахалин в 1890 году

### Ш
- Шевченко, улица — названа в честь украинского и русского поэта и прозаика Т. Г. Шевченко (1814—1861)
- Школьная, улица

### Ю
- Южная, улица